# Acanthinula spinifera
Acanthinula spinifera е вид коремоного от семейство Valloniidae.

## Разпространение
Видът е разпространен в Испания (Канарски острови).